# CrypTool
CrypTool — проект по разработке программного обеспечения с открытым исходным кодом.
CrypTool подробно объясняет, что такое криптография, какие алгоритмы криптографии существуют и как они работают. Программа реализует более 400 алгоритмов. В ней есть раздел классических алгоритмов, в котором, например, описаны способы защиты сообщений, использующиеся ещё в древнем Риме Юлием Цезарем. Пользователи могут настраивать алгоритмы по собственным параметрам. Графический интерфейс, онлайн-документация, аналитические инструменты и алгоритмы проекта CrypTool знакомят пользователей с областью криптографии. Любой алгоритм в программе не просто описан, но и реализован, поэтому текст с помощью любого из них, например, с помощью классического алгоритма Энигмы можно как шифровать, так и дешифровать. CrypTool содержит большинство классических шифров, а также современную симметричную и асимметричную криптографию, включая RSA, эллиптическую криптографию, электронные подписи, гибридное шифрование, гомоморфное шифрование и протокол обмена ключами Диффи-Хеллмана. Также в данном программном обеспечении реализуются методы из области квантовой криптографии (например, протокол обмена ключами BB84) и области постквантовой криптографии (например, McEliece, WOTS, подпись Меркла, XMSS, XMSS_MT и SPHINCS). Многие методы (например, код Хаффмана, AES, Keccak, MSS) визуализируются.
Основным результатом работы проекта является бесплатное программное обеспечение для электронного обучения CrypTool, иллюстрирующее криптографические и криптоаналитические понятия. Согласно «Hakin9», CrypTool является самым распространенным в мире программным обеспечением для электронного обучения в области криптологии.

## История и развитие
Разработка CrypTool началась в 1998 году как часть инициативы отдела IT безопасности в Deutsche Bank для обучения сотрудников основам IT безопасности. CrypTool был доступен как бесплатное программное обеспечение с 2000 года. Только в 2003 году он стал международным проектом по разработке программного обеспечения с открытым исходным кодом. Более шестидесяти человек во всем мире регулярно вкладываются в проект. Вклады в виде программных плагинов поступили от университетов или школ в следующих городах: Белград, Берлин, Бохум, Брисбен, Дармштадт, Дубай, Дуйсбург-Эссен, Эйндховен, Хагенберг, Йена, Кассель, Клагенфурт, Кобленц, Лондон, Мадрид, Мангейм, Сан-Хосе, Зиген, Утрехт и Варшава.
В настоящее время поддерживаются и разрабатываются 4 версии CrypTool: программное обеспечение CrypTool 1 (CT1), доступное на 6 языках (английский, немецкий, польский, испанский, сербский и французский), CrypTool 2 (CT2), доступное на 3 языках (английский, немецкий, русский), JCrypTool (JCT) и CrypTool-Online (CTO). Последние две версии доступны только на английском и немецком языках.
Целью проекта CrypTool является ознакомление пользователей с современным инструментом для электронного обучения, способным помочь пользователям добиться успеха при изучении информации в области безопасности или криптографии.
CrypTool 1 (CT1) написан на C ++ и предназначен для операционной системы Microsoft Windows.
В настоящее время существует два параллельных проекта для дальнейшего развития CrypTool:
- CrypTool 2 (построен на C# под Visual Studio 2010 (Express Edition) и WPF) — работает на Windows 7 и Windows 8 (для работы требуется .NET Framework v4.0). Программа обладает встроенным механизмом автоматического обновления.

- JCrypTool 1.0 (построен на Java/Eclipse/RCP/SWT(сокращенно JCT)) — работает на Windows, MacOS и Linux. Программа обладает встроенным механизмом автоматического обновления.[3]

## Награды
CrypTool получил несколько международных наград в качестве образовательной программы, таких как TeleTrusT Special Award 2004, EISA 2004, IT Security Award NRW 2004 и Selected Landmark in Land of Ideas 2008.

## Использование
CrypTool помогает обеспечить лучшее понимание информационной безопасности не только в университетах, но и в компаниях и в органах государственной власти. Тренинги с применением CrypTool проводились в таких компаниях, как, например, Deutsche Bank, Boeing, Microsoft, Федеральное ведомство по Информационной безопасности и Федеральное управление уголовной полиции в Германии.

## CrypTool-Online (сокращенно CTO)
Проект CrypTool — это большая история успеха и отличный пример того, к чему может привести совместная усердная работа различных университетов и компаний. Существуют и другие связанные проекты, такие, как CrypTool-Online — сайт, который предлагает пользователю различные шифры и функции прямо в браузере без какой-либо локальной установки. CrypTool-Mobile предоставляет этот интерфейс для современных смартфонов.

## MysteryTwister C3 (MTC3)
Ещё одним новым связанным проектом является международный онлайн-конкурс шифров MTC3, на котором каждый зарегистрированный пользователь может проверить свои навыки криптографии против других участников, а также имеет возможность попасть в зал славы.